# Двије сиротице (филм)
Двије сиротице је југословенски филм из 1919. године који је режирао Алфред Гринхут.

## Улоге
| Глумац         | Улога |
| -------------- | ----- |
| Аугуст Цилић   |       |
| Алфред Гринхут |       |
| Зорка Грунд    |       |
| Јосип Хорват   |       |
| Иван Мирјев    |       |
| Јосип Павић    |       |
| Фрања Сотошек  |       |